# Rahman Ahmadi
Rahman Ahmadi (Perzisch: رحمان احمدی; Noshahr, 30 juli 1980) is een Iraanse voetballer, die op dit moment in eigen land speelt voor de club Sepahan.

## Clubs
Ahmadi begon zijn professionele loopbaan bij Saipa FC en werd in 2007 landskampioen van Iran. Tijdens de zomer van 2008 vertrok hij naar Sepahan, waar hij alleen tijdens zijn eerste seizoen vaste basisspeler was. Na vier jaar keerde hij terug naar Saipa, om vervolgens in 2013 weer terug te gaan naar Sepahan.

## Internationaal
Tijdens de finale van het WAFF toernooi maakte Ahmadi zijn debuut voor Iran. Nadat Mehdi Rahmati in 2013 aankondigde te stoppen met voetballen, werd Ahmadi de vaste eerste doelman van zijn land. Hij speelde onder andere mee tijdens de wedstrijd tegen Zuid-Korea, waarin Iran zich plaatste voor het Wereldkampioenschap 2014.

## Erelijst
- Iran Pro League: 2006/07, 2009/10, 2011/12
- Hazfi Cup: 2010/11